# Успение Богородично (Василево)
Вижте пояснителната страница за други значения на Успение Богородично.
„Успение Богородично“ (на македонска литературна норма: „Успение Богородично“) е възрожденска православна църква в струмишкото село Василево, Северна Македония. Част е от Струмишката епархия на Македонската православна църква – Охридска архиепископия.
Църквата е изградена в 1840 година в североизточния край на селото. Храмът е трикорабна псевдобазилика с равен дървен таван на трите кораба.
На няколко пъти църквата е обновявана, като последният път е в 2008 година.